# L'Expérience
Pour les articles homonymes, voir Expérience (homonymie).
Pour plus de détails, voir Fiche technique et Distribution.
L'Expérience (Das Experiment) est un film allemand réalisé par Oliver Hirschbiegel, sorti en 2001.
Ce film s'inspire du livre The Experiment − Black Box de Mario Giordano paru en 1999, lui-même s'appuyant sur l'expérience de Stanford menée par le professeur Philip Zimbardo en 1971.
En 2007, Philip Zimbardo, a sorti le livre The Lucifer Effect retraçant son expérience.

## Synopsis
Dans le cadre d'une étude comportementale, vingt hommes sont sélectionnés pour une expérience. Huit d'entre eux acquièrent la fonction de gardiens de prison et douze celle de prisonniers. Les prisonniers se voient attribuer des numéros qui remplacent leur nom durant l'expérience. Personne ne peut, dans la prison, appeler un prisonnier par son nom, les prisonniers doivent se parler avec leur numéro. Pendant deux semaines, les expérimentateurs étudient les comportements à l'aide de caméras de sécurité.
En quelques heures, les « gardiens » se mettent à prendre leur rôle trop au sérieux, en particulier Berus, devenant sadiques, et les prisonniers se sentent pris au piège. L'un d'entre eux, Tarek, s'oppose aux gardiens lorsque leur comportement lui paraît injustifié, ce qui lui octroie un statut de rebelle. Un autre est colonel dans l'armée de l'air, un homme calme et froid qui essaie d'observer ce qui se passe.
Même si la violence est prohibée dans cette prison fictive, les gardiens ne tardent pas à soumettre les prisonniers, plus particulièrement « 77 », Tarek Fahd, le fauteur de troubles, toujours en conflit avec Berus.
Dès la deuxième journée, l'expérience échappe totalement aux expérimentateurs par la révolte des prisonniers et la répression brutale des gardiens, menés par Berus.
Un gardien est même passé à tabac et emprisonné par ses collègues après avoir voulu aider Tarek à procurer des médicaments à un prisonnier diabétique en mauvaise condition.
L'expérience dérape totalement lorsque les gardiens réalisent que la violence ne met pas fin à l'expérience et qu'ils décident de séparer les prisonniers. S'ensuivent une tentative de viol et deux meurtres qui déclencheront une révolte générale violente chez les prisonniers.

## Distribution
- Moritz Bleibtreu (VF : Renaud Marx ; VQ : Antoine Durand) : Tarek Fahd (prisonnier no 77)
- Christian Berkel (VF : lui-même ; VQ : François L'Écuyer) : Steinoff (prisonnier no 38)
- Oliver Stokowski (VF : Gérard Surugue ; VQ : Hubert Gagnon) : Schütte (prisonnier no 82)
- Wotan Wilke Möhring (VF : Thierry Ragueneau ; VQ : François Godin) : Joe (prisonnier no 69)
- Justus von Dohnanyi (VF : Pierre-François Pistorio ; VQ : Denis Roy) : Berus
- Timo Dierkes (VF : David Krüger ; VQ : Alain Zouvi) : Eckert
- Andrea Sawatzki (VF : Frédérique Tirmont ; VQ : Claudine Chatel) : la docteur Jutta Grimm
- Edgar Selge (VF : Yves Beneyton ; VQ : Sylvain Hétu) : le professeur Klaus Thon
- Maren Eggert (VF : Marine Jolivet ; VQ : Hélène Mondoux) : Dora
- Nicki von Tempelhoff (VF : Constantin Pappas ; VQ : Jean-François Beaupré) : Kamps
- Antoine Monot Jr. (VF : Daniel Lafourcade) : Bosch
- Lars Gärtner (VF : Pierre Tessier) : Renzel
- Philipp Hochmair (VF : Fabien Briche) : Lars
- Christiane Gerboth (VF : Laure Sabardin) : journaliste télé

## Récompenses et distinctions
- 2001 : prix du meilleur réalisateur à Montréal
- 2001 : prix du meilleur réalisateur, du meilleur scénario et de la meilleure photographie à Munich
- 2002 : prix du meilleur scénario à Porto
- 2002 : prix du meilleur acteur (Moritz Bleibtreu) à Seattle